# Голянка (Малопольське воєводство)
Голянка (пол. Golanka) — село в Польщі, у гміні Громник Тарновського повіту Малопольського воєводства. Населення — 413 осіб (2011).
У 1975—1998 роках село належало до Тарновського воєводства.

## Географія
У селі річка Жеп'янка впадає у Білу.

## Демографія
Демографічна структура станом на 31 березня 2011 року:
|          | Загалом | Допрацездатний вік | Працездатний вік | Постпрацездатний вік |
| -------- | ------- | ------------------ | ---------------- | -------------------- |
| Чоловіки | 217     | 51                 | 146              | 20                   |
| Жінки    | 196     | 46                 | 123              | 27                   |
| Разом    | 413     | 97                 | 269              | 47                   |